# Annalise Basso
Annalise Nicole Basso (St. Louis, 2 de dezembro de 1998) é uma atriz de cinema e televisão e modelo americana. Seus irmãos mais velhos, Alexandria e Gabriel Basso, também são atores. Ela tem estreado nos filmes Bedtime Stories (2008), Love Takes Wing (2009), Standing Up (2013), Oculus (2014) e Ouija: Origin of Evil (2016). De 2014 até 2015 ela estrelou na série de televisão The Red Road.

## Vida e carreira
Basso é a filha mais jovem de Marcia e Louis Joseph Basso, e tem um irmão e irmã mais velhos; Gabriel e Alexandria, que também são atores. A maioria de seus papéis iniciais têm sido em comerciais de televisão ou papéis de pequenas aparições em séries de televisão. Seu primeiro papel que chamou a atenção foi seu papel como Eden Hamby em True Blood. Em 2009, ela estreou no filme para a televisão, Love Takes Wing da série Love Comes Softly. Quando ela tinha 10 anos, ela tomou parte em Are You Smarter Than a 5th Grader? como uma estudante. Mais recentemente, ela tem tido papéis em episódios de New Girl e Nikita.
O primeiro papel de Basso em um filme foi o de D.J. Caruso, Standing Up, uma história coming-of-age baseada no romance The Goats por Brock Cole. O filme estreou no Festival de Cannes 2012. A história gira em duas crianças, interpretadas por Basso e Chandler Canterbury, que são despidas e deixadas encalhadas juntas em uma ilha como parte de uma brincadeira de acampamento de verão.
Em 2014, ela estrelou no filme de horror Oculus como uma versão mais jovem da personagem de Karen Gillan. Basso ganhou grande reconhecimento e atenção para o criticamente e financialmente bem-sucedido Ouija: Origin of Evil, em 2016. 
Em 2019, ela interpretou Heaven Casteel em uma próxima série de filmes da Lifetime baseados na saga Casteel por V.C. Andrews.

## Filmografia
| Ano  | Título                             | Papel                | Notas                                 |
| ---- | ---------------------------------- | -------------------- | ------------------------------------- |
| 2007 | Ghost Image                        | Susan Zellan         |                                       |
| 2008 | 1%                                 | All American Girl    | Filme para a televisão                |
| 2008 | Desperate Housewives               | Denise               | Episódio: "Me and My Town"            |
| 2008 | Bedtime Stories                    | Tricia Sparks        |                                       |
| 2009 | Love Takes Wing                    | Lillian              | Filme para a televisão                |
| 2009 | Dark House                         | Red Headed Girl      |                                       |
| 2009 | Lie to Me                          | Maggie Ambrose       | Episódio: "Better Half"               |
| 2009 | True Blood                         | Eden Hamby           | Episódio: "Keep This Party Going"     |
| 2009 | Alabama Moon                       | Alice                |                                       |
| 2009 | Three Rivers                       | Mary                 | Episódio: "The Luckiest Man"          |
| 2009 | Are You Smarter Than a 5th Grader? | Ela mesma            | 2 episódios                           |
| 2010 | Childrens Hospital                 | Morgan               | Episódio: "I See Her Face Everywhere" |
| 2011 | Bones                              | Amber Tremblay       | Episódio: "The Change in the Game"    |
| 2011 | Parks and Recreation               | Abigail              | Episódio: "Pawnee Rangers"            |
| 2012 | New Girl                           | Sarah Shiller        | Episódio: "Kids"                      |
| 2012 | Nikita                             | Liza Abbott          | Episódio: "Innocence"                 |
| 2013 | Standing Up                        | Grace                |                                       |
| 2014 | Oculus                             | Jovem Kaylie Russell |                                       |
| 2014 | The Red Road                       | Kate Jensen          | Papel regular; 8 episódios            |
| 2015 | Constantine                        | Vesta Whitney        | Episódio: "Waiting for the Man"       |
| 2016 | Captain Fantastic                  | Vespyr               |                                       |
| 2016 | Ouija: Origin of Evil              | Paulina Zander       |                                       |
| 2016 | Cold                               | Isla Wallis          | Web série                             |
| 2018 | Philip K. Dick's Electric Dreams   | Foster Lee           | Episódio: "Safe & Sound"              |
| 2018 | Nostalgia                          | Tallie Beam          |                                       |
| 2018 | Slender Man                        | Katie Jensen         |                                       |
| 2018 | Ladyworld                          | Piper                | Pós-produção                          |
| 2019 | Heaven                             | Heaven Casteel       | Filme para TV                         |
| 2019 | Dark Angel                         | Heaven Casteel       | Filme para TV                         |
| 2019 | Fallen Hearts                      | Heaven Casteel       | Filme para TV                         |
| 2020 | Snowpiercer                        | LJ Anderson          |                                       |
| 2020 | The Bloodhound                     | Vivian               |                                       |

### Vídeos musicais
| Ano  | Canção    | Artista  | V |
| ---- | --------- | -------- | - |
| 2015 | "Outcast" | Mainland |   |

## Reconhecimentos
| Ano  | Prêmio             | Categoria                                      | Trabalho    | Resultado | Ref(s) |
| ---- | ------------------ | ---------------------------------------------- | ----------- | --------- | ------ |
| 2014 | Young Artist Award | Melhor Atriz Protagonista em um Longa-Metragem | Standing Up | Indicado  | [ 6 ]  |